# Perseveratieve cognitie
Perseveratieve cognitie is een verzamelnaam uit de wetenschappelijke psychologie voor het voortdurend ('perseveratief') denken ('cognitie') aan negatieve gebeurtenissen in het verleden of de toekomst. Onder perseveratieve cognitie vallen fenomenen zoals piekeren, tobben, rumineren. Het is waarschijnlijk dat een deel van de perseveratieve cognitie onbewust plaatsvindt.

## De 'perseveratieve cognitie hypothese'
De perseveratieve cognitie hypothese  (voorgesteld door Brosschot, Gerin and Thayer) stelt dat stressvolle gebeurtenissen geen invloed hebben op iemands gezondheid, tenzij men piekert over deze gebeurtenissen. Het idee is dat perseveratieve gedachten een mediator kunnen zijn van de negatieve effecten van stress op de gezondheid.